# Bella Valletta
La Bella Valletta (2.811 m s.l.m.) è una montagna della Catena Rutor-Léchaud nelle Alpi Graie. Si trova sul confine tra l'Italia e la Francia.

## Caratteristiche
Si trova a a poca distanza dal colle del Piccolo San Bernardo tra gli abitati di La Thuile e Séez.